# 2006年冬季残疾人奥林匹克运动会保加利亚代表团
2006年冬季残疾人奥林匹克运动会保加利亚代表团是保加利亚派出的2006年冬季残疾人奥林匹克运动会代表团。未获得奖牌。